# Валтасар
Валтасар е регент на Нововавилонското царство, управлявал през 550 – 539 година пр. Хр., по време на отсъствието от столицата на баща му Набонид от X Вавилонска династия. Библейската Книгата на пророк Даниил свързва Валтасар с т.нар. Пир на Валтасар, предшестващ превземането на Вавилон от Ахеменидите.